# Satipoella bufo
Satipoella bufo là một loài bọ cánh cứng trong họ Cerambycidae.